# Smaug (rodzaj)
Smaug – rodzaj jaszczurek z podrodziny Cordylinae w obrębie rodziny szyszkowcowatych (Cordylidae).

## Zasięg występowania
Rodzaj obejmuje gatunki występujące w północno-wschodniej części południowej Afryki (Zimbabwe, Mozambik, Eswatini i Południowa Afryka). 

## Systematyka
Rodzaj zdefiniował w 2011 roku amerykańsko-południowoafrykański zespół herpetologów (Amerykanie Edward L. Stanley, Aaron Matthew Bauer i Todd R. Jackman oraz Południowoafrykańczycy William Roy Branch i Pieter Le Fras Nortier Mouton) w artykule poświęconym zagadnieniom systematycznym w obrębie rodziny szyszkowcowatych, opublikowanym w czasopiśmie „Molecular Phylogenetics and Evolution”. Gatunkiem typowym jest (oryginalne oznaczenie) szyszkowiec olbrzymi (S. giganteus).

### Etymologia
Smaug (rodz. męski): „Smaug to imię smoka napotkanego przez Bilba Bagginsa, głównego bohatera powieści J.R.R. Tolkiena, Hobbit. Według Tolkiena nazwa pochodzi od staroniemieckiego czasownika smeugen – „przecisnąć się przez dziurę”. Podobnie jak gatunek typowy, Smaug żył pod ziemią i był mocno opancerzony. Odpowiednio Tolkien urodził się w prowincji Wolne Państwo, w Republice Południowej Afryki, głównym areale dystrybucji gatunku typowego”.

### Podział systematyczny
Do rodzaju należą następujące gatunki:
- Smaug barbertonensis (Van Dam, 1921)
- Smaug breyeri (Van Dam, 1921)
- Smaug depressus (FitzSimons, 1930)
- Smaug giganteus (Smith, 1844) – szyszkowiec olbrzymi
- Smaug mossambicus (FitzSimons, 1958)
- Smaug regius (Broadley, 1962)
- Smaug swazicus Bates & Stanley, 2020
- Smaug vandami (FitzSimons, 1930)
- Smaug warreni (Boulenger, 1908)